# Dream a Little Dream of Me
Dream a Little Dream of Me è un brano musicale del 1931 composto dai musicisti Fabian Andre e Wilbur Schwandt, con testo scritto dal paroliere Gus Kahn.

## Prime registrazioni
Le prime registrazioni della canzone, datate 1931, sono quelle di Ozzie Nelson e di Wayne King con la sua orchestra, con Ernie Birchill alla voce.
Nei primi anni '30 hanno registrato il brano anche i Dorsey Brothers con la loro orchestra e con Scrappy Lambert. 
Negli anni '50 hanno registrato il brano, tra gli altri, Frankie Laine, Vaughn Monroe, Ella Fitzgerald e Louis Armstrong sia separatamente che in duetto, Dean Martin, Ella Mae Morse, Bing Crosby e Doris Day.

## Altre interpretazioni
Considerato uno standard popolare, il brano è stato inciso come cover da tanti altri artisti. Probabilmente la cover più famosa è quella di Mama Cass con The Mamas & the Papas, datata 1968.
Questa versione è inserita negli album The Papas & the Mamas e Dream a Little Dream, entrambi usciti nel 1968.
Sempre negli anni '60 hanno registrato il brano anche Anita Harris, Mills Brothers e Henry Mancini.
Nel 1994 la cantante australiana Kate Ceberano ha inserito una sua cover nell'album dal vivo Kate Ceberano and Friends. 
L'anno seguente il gruppo statunitense Chicago ha inciso la canzone nell'album Night & Day Big Band. Sempre nel 1995 il gruppo britannico The Beautiful South ha inserito la propria versione nella raccolta Solid Bronze. Ancora nel 1995, Salad e Terry Hall incidono una versione che compare nell’album Help (autori vari).
Nel 2001 James Darren ha inserito una sua versione del brano nell'album Because of You.
Il gruppo rock My Morning Jacket ha registrato il brano nella seconda metà degli anni '90 inserendolo poi nella compilation Early Recordings, uscita nel 2004. Sempre nel 2004 la cantante canadese Anne Murray ha inserito il brano nel suo disco I'll Be Seeing You.
Nel 2007 una versione di Diana Krall è presente nell'album tributo a Ella Fitzgerald We All Love Ella: Celebrating the First Lady of Song. Nello stesso anno il gruppo power metal tedesco Blind Guardian ha inserito la propria cover nel singolo Another Stranger Me.
Nel 2008 il brano è stato inciso da Nicole Atkins e Claw Boys Claw per i rispettivi album.
Il cantante canadese Michael Bublé ha inciso il brano per il suo EP del 2010 Special Delivery.
Nel 2011 il cantautore statunitense Eddie Vedder, leader dei Pearl Jam, ha diffuso l'album da solista Ukulele Songs, in cui è presente una sua versione del brano.
Nel dicembre 2013 il cantante britannico Robbie Williams ha pubblicato una sua cover come singolo estratto dall'album Swings Both Ways. Nella versione dell'album il brano è cantato in duetto con Lily Allen.
Nel 2014 la canzone appare nell'album Dream a Little Dream interpretata da Pink Martini & The von Trapps.
Una versione incisa da Nicole Kidman è la sigla della miniserie The Undoing - Le verità non dette, diretta da Susanne Bier, che ha debuttato il 25 ottobre 2020 negli Stati Uniti d'America e l'8 gennaio 2021 in Italia.
Una versione della canzone è stata utilizzata nella scena di apertura della campagna storia del videogioco "Battlefield 1"